# Gapinge
Gapinge (seeländisch Ter Gaepienge) ist ein kleines Dorf der niederländischen Gemeinde Veere in Zeeland auf der ehemaligen Insel Walcheren. Es liegt auf dem Weg von Serooskerke nach Veere (2 km) und hat 510 Einwohner (Stand: 1. Januar 2024).
Seit 1815 war Gapinge eine eigenständige Gemeinde, bis es 1857 an Vrouwenpolder angeschlossen wurde.

## Sehenswürdigkeiten

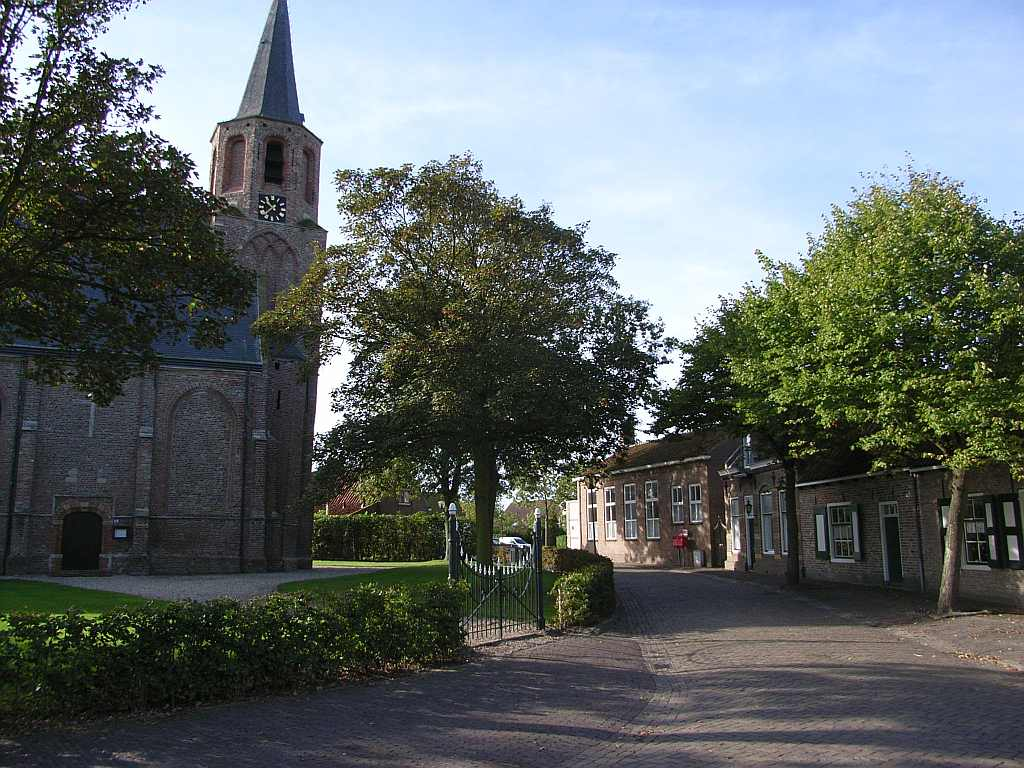
Kirche auf dem Dorfplatz

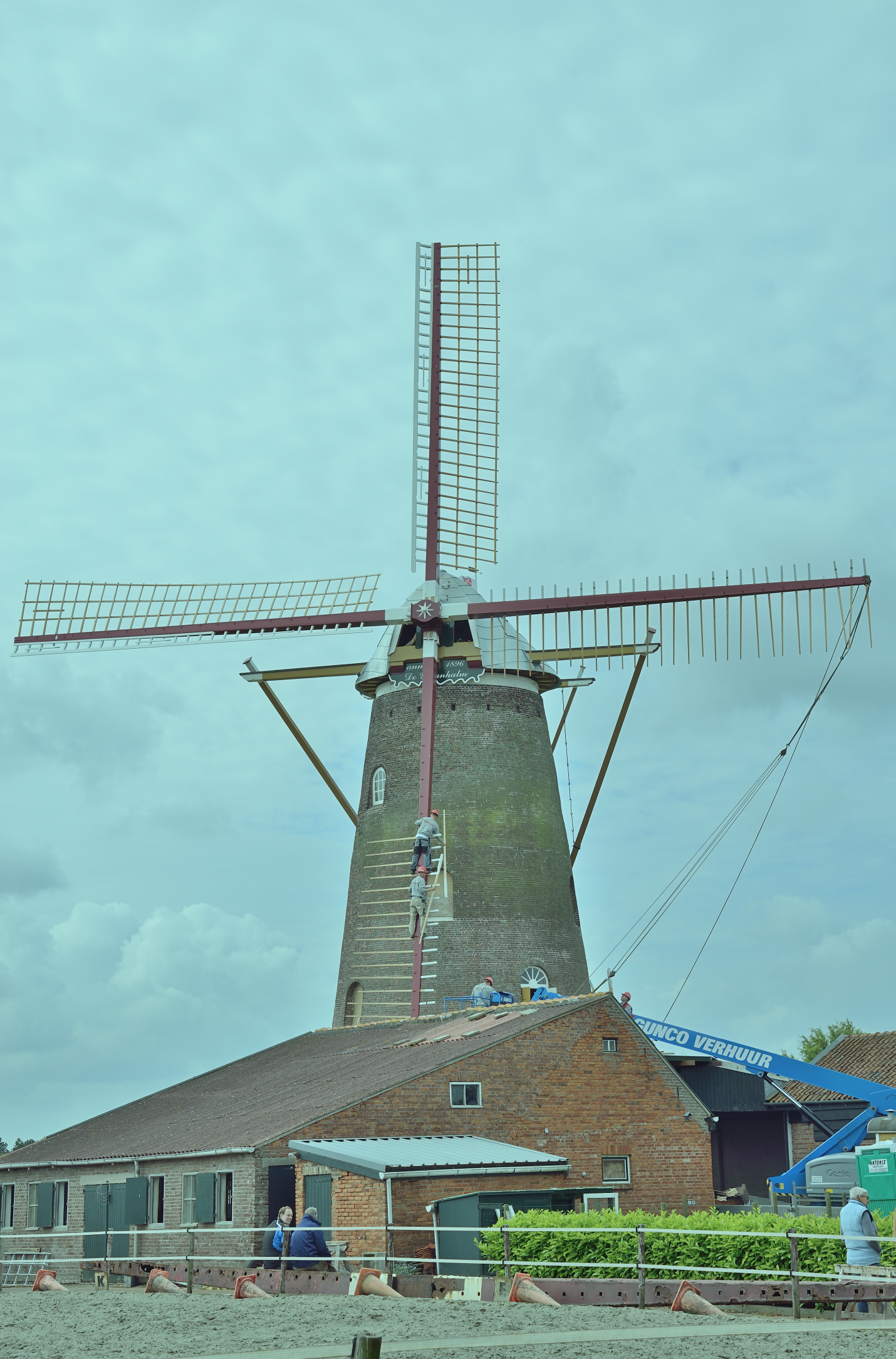
Molen De Graanhalm

- spätgotische Dorfkirche mit achteckigem Turm aus dem 15. Jahrhundert
- Mühle von 1896
- mittelalterlicher Fluchthügel (niederländisch: "Vliedberg")